# Symphony of the New World
La Symphony of the New World era un'orchestra sinfonica con sede a New York City. Fu la prima orchestra razzialmente integrata negli Stati Uniti. Il 6 maggio 1965 la Symphony diede il suo primo concerto alla Carnegie Hall, diretta da Benjamin Steinberg, che disse dell'orchestra: "Abbiamo un sacco di talento in questa città, e dobbiamo creare le opportunità per presentarlo al pubblico".
I musicisti della Symphony erano diplomati in scuole di musica come la Juilliard, la Eastman School of Music, la Manhattan School of Music e il New England Conservatory. Le sue esibizioni furono trasmesse su Voice of America e Armed Forces Radio per il pubblico di tutto il mondo. La rivista Ebony lo dichiarò, "per ragioni sia artistiche che sociologiche, un'evoluzione importante nella storia musicale degli Stati Uniti".
Steinberg continuò come direttore musicale e direttore d'orchestra fino al 12 dicembre 1971, quando una disputa tra lui e alcuni membri dell'orchestra portò alle sue dimissioni dietro le quinte, poco prima dell'inizio, in modo che il concerto continuasse sotto la sua direzione. Le difficoltà finanziarie, causate dalla situazione economica generale e da un ritardo nella ricezione di $ 100.000 di sovvenzioni programmate, portarono alla cancellazione del resto della stagione concertistica 1971-72. La Symphony tenne il suo ultimo concerto domenica 9 aprile 1978.

## Fondazione
Nel 1940, Steinberg aveva iniziato a lavorare con i direttori Dean Dixon e Everett Lee per creare la prima orchestra sinfonica professionale completamente integrata negli Stati Uniti. Il sogno non si materializzò mai a causa di fondi insufficienti.
Quando il 2 luglio il Civil Rights Act del 1964 fu approvato, il flautista Harold Jones ricorda: "C'era un nucleo di persone: Elayne Jones, Harry Smyles, Joe Wilder, Wilmer Wise, Kermit Moore, Lucille Dixon. Ci riunimmo tutti e avemmo questi incontri. "Siamo interessati?" Tutti colsero l'idea: "Sì. Facciamolo, lo faremo, abbiamo un'orchestra integrata". Gli standard dei musicisti erano molto elevati. Avevamo a che fare con il personale, la designazione dei ruoli da assegnare fu un incontro di grande successo, Benny organizzava chi sarebbe stato il primo presidente, che sarebbe stato il secondo, poi chiese: "Quanti concerti vorreste fare?" Ne abbiamo discusso e lui se l'è presa a cuore: Benny uscì e ottenne i soldi. Li chiese a Zero Mostel, che in quel momento stava rappresentando A Funny Thing Happened on the Way to the Forum a Broadway.
La serie di incontri produsse la dichiarazione di intenti per la Symphony of the New World, un'espressione orchestrale del Movimento per i diritti civili. Il nome è stato scelto per riflettere la convinzione che i gruppi segregati fossero "non del mondo di oggi". La dichiarazione della missione fu scritta da Benjamin Steinberg come direttore musicale e dagli 11 fondatori: Alfred Brown, Selwart R. Clarke, Richard Davis, Elayne Jones, Harold M. Jones, Frederick L. King, Kermit D. Moore, Coleridge-Taylor Perkinson, Ross C. Shub, Harry M. Smyles e Joseph B. Wilder. Gli obiettivi della The Symphony of the New World erano:
1. Creare opportunità di lavoro per i molti strumentisti classici di talento non bianchi che finora non sono stati accettati nelle orchestre sinfoniche di questa nazione.
2. Presentare direttori qualificati e, come responsabilità di base, direttori qualificati non bianchi secondo standard professionali.
3. Offrire concerti ai più elevati standard artistici e professionali nelle comunità di famiglie a basso reddito, come le zone di Bedford-Stuyvesant e Harlem di New York. Tuttavia l'orchestra apparirà periodicamente alla Carnegie Hall e al Lincoln Center e in molte delle scuole e dei college della città.
4. Stabilire così la Symphony of the New World come punto di riferimento culturale per la nostra nazione agli occhi dei popoli dell'Asia, dell'Africa e dell'America Latina.[6]

L'orchestra debuttò con 36 musicisti neri e 52 bianchi. Al di là della missione, la Symphony volle integrare anche il palcoscenico sinfonico con musicisti femminili; nel 1975 il direttore di allora disse che era nera al 40%, con la maggior parte donne nere. Tra gli sponsor originali dell'orchestra c'erano Samuel Barber, Leonard Bernstein, Aaron Copland, Paul Creston, Ruby Dee, Langston Hughes, Hershy Kay, Gian Carlo Menotti, Zero Mostel, Ruggiero Ricci e William Warfield.
Un regalo di $ 1000 dalla Equitable Life Assurance Society e molte piccole donazioni da parte dei sostenitori neri diedero il sostegno iniziale alla Symphony of the New World. Anche Zero Mostel contribuì.

## Spettacoli
Il 6 maggio 1965, due mesi dopo la marcia per i diritti civili "Bloody Sunday" da Selma a Montgomery e esattamente tre mesi prima che entrasse in vigore il Voting Rights Act del 1965, la Symphony of the New World si esibì al suo concerto di debutto alla Carnegie Hall. Il soprano Evelyn Mandac cantò l'aria di Francesco Cilea "Io son l'umile ancella" dalla sua opera Adriana Lecouvreur e "Depuis le jour" di Louise di Gustave Charpentier. Allan Booth era il solista del piano e Joe Wilder suonò l'assolo di tromba della Petrouchka di Stravinsky.
Il trombettista Wilmer Wise ricorda: "Alcune persone piangevano perché era qualcosa che avevamo sognato e alla fine era arrivata a compimento, non mi ero mai sentito nella mia vita come quando stavo seduto sul palco con Benjamin Steinberg in un'orchestra completamente integrata - perché, di solito, ero l'unico a integrarla."
Le note del programma dichiaravano:

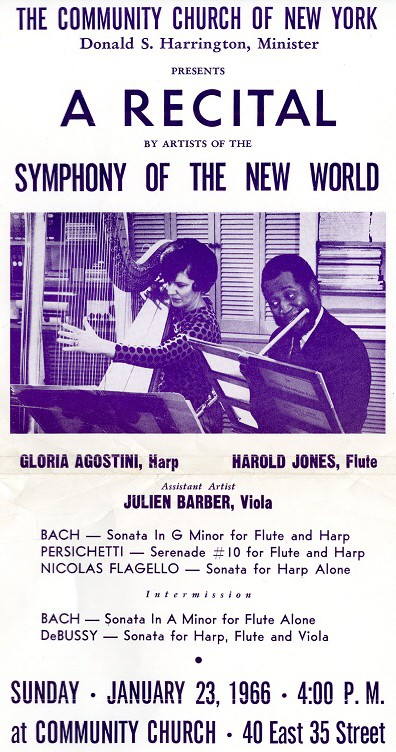
Gloria Agostini e Harold Jones, artisti della Symphony of the New World, provano per un concerto alla Community Church, 40 East 35th Street a New York City, il 23 gennaio 1966

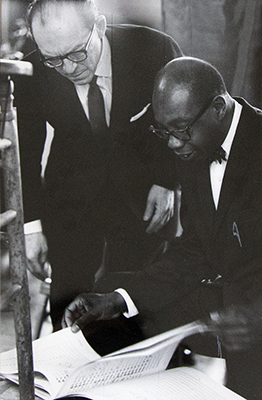
George Walker controlla il suo Address for Orchestra con Benjamin Steinberg, direttore della Symphony of the New World

Dopo il suo concerto di debutto alla Carnegie Hall, la Symphony of the New World ripeterà il suo programma ad Harlem domenica pomeriggio, 9 maggio, presso l'High School of Music and Art, 135th Street e Convent Avenue. Questo concerto sarà il primo nel piano a lungo raggio della Symphony di esibirsi in comunità di famiglie a basso reddito e nel raggiungere un pubblico fuori dall'orbita del tradizionale mondo dei concerti.
L'idea della Symphony of the New World è stata a lungo una speranza per il direttore Steinberg, che negli ultimi 25 anni ha lavorato a stretto contatto con i direttori americani negri, Dean Dixon e Everett Lee, nonché con innumerevoli strumentisti non bianchi. Nel maggio del 1964 il signor Steinberg e un gruppo di 13 musicisti di spicco organizzarono un comitato fondatore per creare una orchestra sinfonica in cui il principio dell'integrazione razziale avrebbe trovato completa espressione. Ci è voluto quasi un anno perché questo progetto artistico raggiungesse la sua realizzazione. Sin dal principio, la sinfonia ha mantenuto una rigorosa politica di accettazione solo di artisti esperti e di alto livello.
Nel creare opportunità di lavoro per i molti talentuosi strumentisti non bianchi che finora non sono stati ampiamente accettati nelle orchestre sinfoniche di questa nazione, la Symphony of the New World intende servire come esempio del principio di uguaglianza razziale in azione per i gruppi musicali in tutto il paese. Nella convinzione che molte delle nostre orchestre sinfoniche non sono del mondo di oggi, si è chiamata la Symphony of the New World. La Symphony ha ottenuto lo status di esenzione fiscale dal Dipartimento delle entrate interne in modo che i contributi deducibili dalle tasse possano essere usati per sostenere quella che potrebbe essere la più importante impresa culturale del nostro tempo.»
L'11 ottobre 1965, Leonard Bernstein scrisse a Donald L. Engle, direttore del Martha Baird Rockefeller Fund for Music.
Per me è un piacere poter raccomandare la Symphony of the New World per una considerevole borsa di studio. Non ho davvero ascoltato l'esibizione dell'orchestra. Ma ho sentito e conosciuto Mr. Steinberg, che ha diretto uno dei miei lavori teatrali 15 anni fa (produzione di Broadway nel 1950 di Peter Pan). È estremamente capace e dotato e sono certo che sotto la sua guida l'orchestra fiorirà. La cosa più importante di tutte, naturalmente, è l'impulso sociologico alla base del progetto - un'orchestra sinfonica veramente integrata. Il successo di questo progetto stimolerà sicuramente iniziative simili e potrebbe fornirci il nostro primo grande passo fuori dalla situazione ingiusta e illogica in cui ora ci troviamo con il musicista di colore.
Distinti saluti.
Leonard Bernstein»
La Symphony ricevette una sovvenzione di $ 5.000 "da abbinare due per uno" e fu in grado di raccogliere i $ 10.000 richiesti con l'aiuto di American Airlines (che diede $ 1.000) e il National Endowment for the Arts (che diede $ 25.000 nel 1967); il Consiglio di Stato per le arti di New York si impegnò a sovvenzionare concerti nei quartieri a basso reddito di New York. Durante la sua vita l'orchestra è stata supportata anche dalla Ford Foundation, dalla Fondazione Exxon e dal National Endowment for the Arts.
Seguirono molti concerti e collaborazioni di successo. James DePreist era il principale direttore ospite della Symphony. John Hammond era presidente del consiglio di amministrazione, che comprendeva Marian Anderson, Leontyne Price e Zero Mostel. Anderson e Mostel erano anche mecenati, insieme al Modern Jazz Quartet, George Shirley e William Warfield.
Ci furono anche scoperte. Marilyn Dubow, solista con la sinfonia, vinse un posto nella New York Philharmonic come prima violinista femminile. Elayne Jones, una dei fondatori, si unì alla San Francisco Symphony come la sua prima timpanista nera. Ripensando ai suoi giorni con la Symphony of the New World, la Jones ricorda: "La legittimità della nostra organizzazione non era accettabile finché non abbiamo avuto persone che ci sostenevano, dovevamo avere donazioni per iniziare a stabilire un'organizzazione valida e ottenere supporto sindacale! Dovevamo iniziare a prendere gli orchestrali per questa orchestra, tutto ciò che ricordo è quanto sia stato complicato e ciò che abbiamo vissuto. Dovevamo anche confrontarci con chi diceva che non si poteva fare".
Nel 1968 la Symphony of the New World eseguì la prima di Address for Orchestra, composta dal pianista e professore dello Smith College George Walker, presso la High School of Music & Art di Harlem. Lo eseguirono di nuovo il giorno seguente al Lincoln Center. In un concerto speciale per il Black History Month nel 1974, la Symphony eseguì in anteprima A Moorish Sonata di Wade Marcus e anche, con Ruggiero Ricci, il Concerto for Violin and Orchestra del 1864 del compositore cubano Joseph White che era stato riscoperto da Paul Glass, un professore al Brooklyn College.
In un concerto del 1969 Mostel provocò ilarità anche, a quanto riferito, tra i suonatori dell'orchestra, nel suo debutto come direttore con l'ouverture della Semiramide di Rossini.

## Fine dell'orchestra
Nel 1971, l'orchestra e i suoi sostenitori avevano grandi speranze per la stagione, ma la stagione 1971 non fu mai completata. Una delle cose che Steinberg faceva era chiedere ai principali suonatori di sedersi sulla seconda sedia, quindi un musicista emergente poteva avere la possibilità di fare esperienza. Tutti erano felici di farlo, finché una persona non cambiò idea. Emersero due fazioni. Alla fine Steinberg dovette dimettersi dietro le quinte della Philharmonic Hall poco prima di un concerto il 12 dicembre 1971, quindi il concerto poteva continuare: ciò nonostante diresse il concerto. La disputa è passata all'arbitrato e il controllo della Symphony of the New World fu tolto a Steinberg il 12 giugno 1972. "Ego", dichiarò Joe Wilder. "Era tutta colpa dell'ego: ero stato molto orgoglioso di essere un membro dell'orchestra, ma ero irritato per alcune delle sfumature razziali alle dimissioni di Ben Steinberg". La biografia di Joe Wilder dello scrittore di jazz Ed Berger cita anche il membro fondatore e violista Alfred Brown: "C'erano alcune persone - non la maggioranza - che avevano un problema con lui. Alcuni di loro sentivano che il direttore doveva essere nero. A me piaceva molto, era veramente un idealista."
Il 1º febbraio 1972 Benjamin Steinberg scrisse la sua ultima lettera di raccolta fondi. Disse: "È con sincero rammarico che dobbiamo avvisare che, a causa di una controversia interna e di difficoltà finanziarie impreviste derivanti dall'attuale situazione economica generale, la Symphony of the New World sta cancellando il resto del concerto della stagione 1971-1972. Non solo abbiamo sostenuto la crisi economica di tutte le istituzioni culturali senza scopo di lucro in questa stagione, ma a causa delle difficoltà, non è stato possibile ricevere in tempo circa $ 100.000 in concessioni programmate per permettere il completamento di questa stagione concertistica". Più tardi quell'anno, dopo un processo di arbitrato, la Symphony si raggruppò sotto un nuovo consiglio di amministrazione e il nuovo direttore musicale Everett Lee, che era stato uno dei direttori ospiti afroamericani introdotti da Steinberg.
Negli anni seguenti l'orchestra perseverò con un'ambiziosa serie di concerti, facendo il suo debutto a Washington, D.C. nell'ottobre del 1975 e tornando alla Carnegie Hall come sua sede lo stesso mese. Nel marzo 1977 un critico del New York Times elogiò la "sicurezza tecnica" degli artisti, giudicando la dodicesima stagione come la migliore dell'orchestra. Tuttavia il finanziamento rimase un problema perenne. Nel febbraio del 1975 l'orchestra fu costretta a cancellare un concerto programmato per motivi finanziari. Il direttore George Byrd, che aveva diretto l'orchestra in un concerto del 29 ottobre 1972, osservò: "Mi sembra macabro che i Black Panthers trovino più facile raccogliere fondi rispetto alla Symphony of the New World". La stagione 1977-78 sembra essere stata il canto del cigno dell'orchestra. La sezione Arts and Leisure del New York Times indicava un concerto della Symphony of the New World per domenica 9 aprile 1978 e nessun'altra data successiva. L'orchestra pionieristica sembra essersi dissolta senza una fanfara o addirittura un annuncio.
Nonostante la sua fine ingloriosa, i musicisti che facevano parte della Symphony of the New World si sentivano orgogliosi di far parte del progetto. "Ha costruito la speranza dove c'era molto poco", disse il flautista Harold Jones. "Abbiamo dimostrato che, come persone di colore, avevamo pagato i nostri debiti e potevamo farlo come chiunque altro. È stato un momento così importante che ne sono sopraffatto. Spero solo che possa essere durato. L'ispirazione che questo possa essere stato fatto [rimane] in tutti noi."
Una mostra commemorativa nel 50º anniversario della fondazione della Symphony of the New World si tenne presso la New York Public Library nel 2014. La documentazione dell'orchestra risiedono nel Centro di ricerca per la cultura nera di Schomburg.